# Социальная информатика
Социальная информатика (англ. information science) — научная дисциплина, изучающая социальные последствия информатизации общества.
Научное направление изучает влияние информационных технологий на социум и социальные последствия (изменение соотношения компьютерной и книжной литературы, коммуникации, сферы услуг, информационная безопасность, образование).

## Определение
Дисциплина имеет много определений, однако, одно из наиболее точных сформулировал в середине 1960-х годов Р. Тейлор (президент Американского общества информатики) в письме к членам института в 1967 г.:
Наука об информации исследует свойства и поведение информации, силы, управляющие процессом ее передачи, а также технологию, необходимую для обработки информации с целью обеспечения её оптимальной доступности и использования.

## Возникновение
Предпосылками для возникновения социальной информатики можно считать четвертую информационную революцию и как следствие возникшее исследовательское поле — информационное общество. В 1996 году создан Институт Социальной Информатики (ИСИН), объединяющий усилия ученых разных учреждений для разработки актуальных проблем социальной информатики. В США изучением данной дисциплины занимается Ассоциация информационных наук и технологий.

## Изучаемые проблемы[6][7]
- Изучение общих закономерностей процесса информатизации общества.
- Исследования информационных ресурсов общества (их видов, свойств, структуры и топологии). Изучение потребностей общества в информационных ресурсах для достижения целей общественного развития.
- Исследования информационного потенциала общества, определяющего его возможности по формированию и эффективному использованию информации как стратегического ресурса развития. Сюда относятся проблемы, связанные с формированием информационной инфраструктуры и информационной среды общества, создания и функционирования центров генерации, хранения и распространения информационных ресурсов, а также развития инструментальных средств и технологий, обеспечивающих активизацию и эффективное использование информационных ресурсов.
- Исследования проблем формирования глобального информационного общества, закономерностей и особенностей его становления и перспектив развития. Сюда входят проблемы информационной экономики, изменения структуры занятости населения, а также проблема информационной демократии, в которой особо важны доступность информации и ее достоверность, как важнейшие условия практической реализации людьми своих гражданских прав и свобод. Существенное значение для решения этих проблем имеет развитие интеллектуального потенциала общества, т. е. его способности продуцировать и усваивать новые знания, а также развитие информационной культуры, характеризующей возможности адаптации общества к новой информационной среде обитания человека.
- Комплексное изучение проблем человека в информационном обществе. Здесь должны изучаться новые возможности и проблемы развития личности в информационном обществе, образования и воспитания человека, развития его творческих способностей на основе достижений информатики и креативных информационных технологий. Актуальными являются также проблемы информационной свободы и информационной безопасности человека, преодоления им технологического и лингвистического барьеров, возникающих в новом информационном пространстве.

## Структура
Уровень теоретико-методологический: изучает основные категории, понятия и закономерности прохождения информационных процессов в обществе.
Уровень средний: изучает социальный «срез» экономических, правовых, психологических и других аспектов информатизации.
Уровень эмпирический: социальные аспекты создания, внедрения и адаптации информационных технологий в соответствующих предметных областях.